# Tylecodon
A Tylecodon a kőtörőfű-virágúak (Saxifragales) rendjébe, ezen belül a varjúhájfélék (Crassulaceae) családjába és a korallvirágformák (Kalanchoideae) alcsaládjába tartozó nemzetség.

## Előfordulásuk
A Tylecodon nevű nemzetség előfordulási területe Afrika délnyugati részére korlátozódik. Ez a növénycsoport kizárólag Namíbiában és a Dél-afrikai Köztársaság nyugati felén található meg természetes körülmények között.

## Rendszerezés
A nemzetségbe az alábbi 49 faj és 1 hibrid tartozik:
- Tylecodon albiflorus Bruyns
- Tylecodon atropurpureus Bruyns
- Tylecodon aurusbergensis G.Will. & van Jaarsv.
- Tylecodon bayeri van Jaarsv.
- Tylecodon bleckiae G.Will.
- Tylecodon bodleyae van Jaarsv.
- Tylecodon bruynsii van Jaarsv. & S.A.Hammer
- Tylecodon buchholzianus (Schuldt & P.Stephan) Toelken
- Tylecodon cacalioides (L.f.) Toelken - típusfaj
- Tylecodon celatus van Jaarsv. & Tribble
- Tylecodon cordiformis G.Will.
- Tylecodon decipiens Toelken
- Tylecodon ellaphieae van Jaarsv.
- Tylecodon faucium (Poelln.) Toelken
- Tylecodon × fergusoniae (L.Bolus) G.D.Rowley
- Tylecodon florentii van Jaarsv.
- Tylecodon fragilis (R.A.Dyer) Toelken
- Tylecodon grandiflorus (Burm.f.) Toelken
- Tylecodon hallii (Toelken) Toelken
- Tylecodon hirtifolius (W.F.Barker) Toelken
- Tylecodon kritzingeri van Jaarsv.
- Tylecodon leucothrix (C.A.Sm.) Toelken
- Tylecodon longipes van Jaarsv. & G.Will.
- Tylecodon nigricaulis G.Will. & van Jaarsv.
- Tylecodon nolteei Lavranos
- Tylecodon occultans (Toelken) Toelken
- Tylecodon opelii van Jaarsv. & S.A.Hammer
- Tylecodon paniculatus (L.f.) Toelken
- Tylecodon pearsonii (Schönland) Toelken
- Tylecodon peculiaris van Jaarsv.
- Tylecodon petrophilus van Jaarsv. & A.E.van Wyk
- Tylecodon pusillus Bruyns
- Tylecodon pygmaeus (W.F.Barker) Toelken
- Tylecodon racemosus (E.Mey. ex Harv.) Toelken
- Tylecodon reticulatus (L.f.) Toelken
- Tylecodon rubrovenosus (Dinter) Toelken
- Tylecodon schaeferianus (Dinter) Toelken
- Tylecodon similis (Toelken) Toelken
- Tylecodon singularis (R.A.Dyer) Toelken
- Tylecodon stenocaulis Bruyns
- Tylecodon striatus (Hutchison) Toelken
- Tylecodon suffultus Bruyns ex Toelken
- Tylecodon sulphureus (Toelken) Toelken
- Tylecodon tenuis (Toelken) Bruyns
- Tylecodon torulosus Toelken
- Tylecodon tribblei van Jaarsv.
- Tylecodon tuberosus Toelken
- Tylecodon ventricosus (Burm.f.) Toelken
- Tylecodon viridiflorus (Toelken) Toelken
- Tylecodon wallichii (Harv.) Toelken